# 重氮化合物
重氮化合物（Diazo）是一类含氮的有机化合物，通式为R2C=N2，一般指脂肪族重氮化合物，大多具爆炸性。重氮化合物中的重氮基有多个共振式，中间氮原子带有部分正电荷，两端的碳和氮原子带负电荷。α-重氮酮和α-重氮酯中的负电荷可以离域到羰基上去，因此比较稳定。
最简单的重氮化合物是重氮甲烷，是个不稳定的黄色气体。除重氮甲烷外，重氮乙酸乙酯（N2CHCOOEt）也是较常用的重氮化合物。
另一个与重氮化合物类似的官能团是（双吖丙啶）Diazirine，是含有由两个氮原子和一个碳原子组成的三元环的衍生物。
重氮化合物有如下共振式：

## 制备
重氮化合物通常由N-取代基-N-亚硝基对甲苯磺酰胺（Diazald）或1-甲基-3-硝基-1-亚硝基胍（MNNG）在碱作用下分解制得，其中的对甲苯磺酰基一部分也可由烃氧羰基（-COOR）代替，例如下面重氮甲烷的合成：
此外，重氮化合物的合成方法还有：
- 酰氯与重氮甲烷反应生成重氮酮，如Arndt-Eistert合成中的第二步。[2]
- Regitz反应（重氮基转移反应）：[3]氢碳酸与对甲苯磺酰叠氮反应生成重氮化合物。此法可用于合成重氮乙酸叔丁酯[4]和重氮丙二酸二叔丁酯。[5]

- 腙被氧化银或氧化汞氧化为重氮化合物，例如由丙酮腙合成2-重氮基丙烷的反应。[6]
  - 下图所示的生物分子是少见的重氮化合物，可由相应的羰基化合物与1,2-双(叔丁基二甲基硅基)肼缩合成腙，再用高价碘化物氧化得到：[7][8]

- 1,3-位分别为烷基、芳基取代的三氮烯发生裂解生成重氮化合物。
- 以膦为催化剂，从叠氮化合物合成重氮化合物。[9]

## 反应
重氮化合物是1,3-偶极体，可以和烯烃发生重氮化合物1,3-偶极体环加成反应生成吡唑啉环。
重氮化合物光解或热解可得卡宾，根据取代基不同可以得到不同的卡宾衍生物，常用作卡宾的来源，可以参加的反应如Wolff重排反应。在反苯环丙胺的合成路线中，过渡金属铑化合物催化下，苯甲醛与对甲苯磺酰肼的缩合产物钠盐转化为含铑金属卡宾，与烯烃加成构建目标分子中的三元环：
由对甲苯磺酰腙裂解生成的重氮化合物可以发生Bamford-Stevens反应得到烯烃：